# Barløse
Barløse er en landsby beliggende i Barløse Sogn i Assens Kommune på det sydvestlige Fyn. I landsbyen ligger Barløse Kirke og Barløsegård.

## Etymologi
Den ældste form af navnet er Barthæløsæ. Forleddet er enten en bøjningsform af barth (bakkekam) eller mandsnavnet Barthi. Den sidstnævnte mulighed må dog udelukkes, da personnavne ikke forekommer sikkert som forled for landsbyer på -løse. Endelsen -løse er omstridt men kan betegne en lysning eller eng.

## Historie
Præstegården i Barløse var i renæssancen af en vis størrelse, hvilket afspejlede sig ved etablering af huse for særlige ugedagstjenere, det vil sige husmænd der skulle tjene præstegården ved dennes drift. Under præstegården hørte i 1572 et hus, i 1690 2 huse hver med to boliger modsvarende 4 ugedagstjenere.
Barløse landsby bestod i 1682 af 17 gårde, 6 huse med jord og 9 huse uden jord. Det samlede dyrkede areal udgjorde 635,2 tønder land skyldsat til 120,50 tønder hartkorn. Dyrkningsformen var en særlig form for tovangsbrug kaldet Lillebæltsystemet.